# کرتنی پلدن
کُرتنی پلدن (انگلیسی: Courtney Peldon؛ زادهٔ ۱۳ آوریل ۱۹۸۱) یک هنرپیشه اهل ایالات متحده آمریکا است. وی از سال ۱۹۸۶ میلادی تاکنون مشغول فعالیت بوده‌است.

## گزیده فیلمشناسی
از فیلم‌ها یا برنامه‌های تلویزیونی که وی در آن نقش داشته‌است می‌توان به آثار زیر اشاره کرد.

### سینمایی
- نشنال لمپون آدام و ایو (۲۰۰۵)
- مرده‌شوی‌خانه (۲۰۰۵)
- بگو اینطور نیست (۲۰۰۱)
- یکه و تنها (۱۹۹۲)

### تلویزیونی
- دارودسته (۲۰۰۴)